# Скопски конак
Скопският конак или Хюкуматът (на македонска литературна норма: Скопски конак, Уќумат) е османска административна сграда в град Скопие, Република Македония. Конакът е обявен за паметник на културата на 13 ноември 1967 година.
Сградата е построена във втората половина на XIX век в северния дял на Скопската чаршия. Разположена е на източната страна на улица „Самоилова“, до сградата на Старата турска поща, близо до Мустафа паша джамия. Състои се от приземен и първи етаж на правоъгълна основа. В 1888 година в нея се разположени органите на вилаетската управа, след като центърът на Косовския вилает е преместен от Прищина в Скопие. В сградата е разхоположена и вилаетската печатница, която преди това се намира в ислаханата – занаятчийското училище. В сградата са разположени офисите  – на Агенцията за защита на личните данни.